# Pekka Taisto Lehtinen
Pekka Taisto Lehtinen (* 5. April 1934 in Parainen) ist ein finnischer Arachnologe und pensionierter Kurator des Zoologischen Museums der Universität Turku.

## Leben
1952 machte Pekka Lehtinen seinen Schulabschluss an einem Gymnasium in Turku. Nach einem außergewöhnlich kurzen Studium von zweieinhalb Jahren machte er an der Universität Turku seinen Masterabschluss (1955). Nach seinem Wehrdienst arbeitete er zwischen 1956 und 1967 als Assistenzdozent am Institut für Zoologie und der Fakultät für Medizin derselben Universität. 1967 publizierte er sein fundamentales Werk Classification of the Cribellate spiders and some allied families, with notes on the evolution of the suborder Araneomorpha und verteidigte seine Dissertation. Ohne formale Betreuung erhielt Pekka Lehtinen bei dieser Arbeit Unterstützung von Ernst Palmén von der Universität Helsinki.
Im Januar 1968 wurde Pekka Lehtinen als Hauptkurator am Zoologischen Museum der Universität Turku eingestellt und arbeitete in dieser Position bis zu seiner Pensionierung im Jahr 1999. Während dieser Zeit arbeitete er auch als Dozent für Zoologie an den Universitäten Turku und Helsinki.

## Leistungen
Nach einer kurzen Beschäftigung mit malakologischen Fragestellungen während seines Studiums wandte sich Pekka Lehtinen für seine Dissertation Fragestellungen der Systematik der Webspinnen zu. Während seiner Zeit am Museum in Turku unternahm er zahlreiche Sammelexkursionen in über 70 Länder, um Spinnen und andere Wirbellose zu sammeln und wissenschaftlich zu bearbeiten, insbesondere Webspinnen des Orients und der Pazifikregion. Er war einer der ersten Arachnologen, die evolutionsbiologische Ideen und das Elektronenmikroskop für die Erforschung der Systematik der Webspinnen nutzbar machten.
Pekka Lehtinen beschrieb über 80 Spinnenarten und -gattungen sowie die Unterfamilien Atellopsinae, Cynaeolinae, Eutichurinae, Litisedinae, Machadoniinae, Metaltellinae, Phyxelidinae, Tricholathysinae, Uliodoninae und die Familien Megadictynidae, Phyxelididae und Titanoecidae.
Neben seinen arachnologischen Aktivitäten war Pekka Lehtinen aktiv im Naturschutz tätig sowie als Mitglied der ICZN.
Aufgrund seiner vielfältigen Verdienste wurden Pekka Lehtinen mehrere Preise verliehen, darunter die zweifache Ehrenmitgliedschaft der International Society of Arachnology, der Jahrespreis 2005 der Risto-Tuomikoski-Gesellschaft für Taxonomie und der Ritter I. Klasse des Ordens des Löwen von Finnland.

## Werke (Auszug)
- P. P. Lehtinen: Classification of the Cribellate spiders and some allied families, with notes on the evolution of the suborder Araneomorpha. In: Ann. Zool. Fenn. Vol. 4, 1967, S. 199–468.
- P. T. Lehtinen, H. Hippa: Spiders of the Oriental Australian region I. Lycosidae: Venoniinae and Zoicinae. In: Ann. Zool. Fenn. Vol. 16, 1979, S. 1–22.
- P. T. Lehtinen, M.I. Saaristo: Spiders of the Oriental Australian region II. Nesticidae. In: Ann. Zool. Fenn. Vol. 17, 1980, S. 47–66.
- P. T. Lehtinen: Spiders of the Oriental Australian region III. Tetrablemmidae with a world revision. In: Acta Zool. Fenn. Vol. 162, 1981, S. 1–151.
- P. T. Lehtinen: Spiders of the Oriental Australian region IV. Stenochilidae. In: Ann. Zool. Fenn. Vol. 19, 1982, S. 115–128.
- P. T. Lehtinen: Origin of the Polynesian spiders. In: Rev. Suisse Zool. Vol. hors série, 1996, S. 383–397.
- P. T. Lehtinen: Generic revision of some thomisids related to Xysticus C.L. Koch, 1835 and Ozyptila Simon, 1864. In: Proceedings of the 19th European Colloquium of Arachnology, Århus 17 22 July, 2000. 2002, S. 315–327.
- Y. M. Marusik, P. T. Lehtinen, M. M. Kovblyuk: Cozyptila, a new genus of crab spiders (Aranei: Thomisidae; Thomisinae: Coriarachnini) from the western Palaearctic. In: Arthropoda Selecta. Vol. 13, Nr. 2, 2004, S. 151–163.
- P. T. Lehtinen: Review of the Oriental Wolf Spider Genus Passiena (Lycosidae, Pardosinae). In: Journal of Arachnology. Vol. 33, Nr. 3, 2005, S. 398–407.
- P. T. Lehtinen, Y. M. Marusik: A redefinition of Misumenops F.O. Pickard Cambridge, 1900 (Araneae: Thomisidae) and review of the New World species. In: Bull. Br. Arachnol. Soc. Vol. 14. Nr. 4, 2008, S. 173–198.
- J. Gerlach, P. T. Lehtinen, M. Madl: Superorder Parasitifomes Reuter, 1909. Holothyridae. In: J. Gerlach, Y. Marusik (Hrsg.): Arachnida and Myriapoda of the Seychelles Islands. Siri Scientific Press, Manchester 2010, ISBN 978-0-9558636-8-4, S. 319–327.